# Bandera de Pará
La bandera del estado de Pará es, junto con el escudo de armas y el himno, uno de los símbolos del estado de Pará (Brasil) conforme a lo descrito en el artículo 12  de la constitución estadual.
Después de la proclamación de la República el 16 de noviembre de 1889, la bandera del Club Republicano Paraense figuró como la bandera del estado. Según por Philadelpho de Oliveira Conduru, fue descrito de la siguiente manera:

Bandera partida en palo, de rojo, blanco, rojo, con una estrella azul en el centro.

El 10 de abril de 1890 el Ayuntamiento, por consejo de su presidente Artur Índio do Brasil, aprobó hacer del diseño de la bandera de la ciudad de Belén con el distintivo del Club.
Ya el 3 de junio de 1890, un proyecto de ley para oficializar la bandera fue presentada por el diputado Higino Amanajás en la Cámara de Gobierno. Su contenido era como sigue:

El Congreso Legislativo del Estado de Pará decreta:
- Art. 1 - Se considera como la bandera del Estado de Pará la que servía de distintivo para el Club Republicano Paraense, antes de la proclamación de la República, y que en sesión de 10 de abril 1890 fue adoptada como bandera del municipio.
- Art. 2 - Se renuevan las disposiciones contrarias.

Ribeiro señaló que el proyecto nunca se hizo oficial y fue rechazado en el Senado, bajo la inspiración del presidente Augusto Montenegro, en razón de que todos los brasileños deben tener como única enseña la bandera del Brasil.
El diseño actual de la bandera, que fue utilizado como referencia en la creación del escudo oficial en 1903, se compone de la siguiente manera: un rectángulo rojo con una franja blanca oblicua que se extiende desde la parte superior izquierda a la inferior derecha, y una estrella azul en el centro de la franja.

## Banderas relacionadas

Bandera de la provincia de Pará.
Bandera del Club Republicano Paraense.